# رمضان حسن
رمضان حسن أو كما يطلق عليه البلبل الصداح. ولد رمضان حسن (1929-1978) في مدينة بحي الدباغة ود مدني بولاية الجزيرة وسط السودان.

## ميلاده ونشأته وتعليمه
ولد عام 1929 بوسط السودان وينتمي ابوه لقبيلة الزاندي القبيلة الشهيرة في جنوب السودان. التحق رمضان بالخلوة بقرية ام بلال ثم دخل المدرسة الاولية ولكنه لم يستمر في المدرسة النظامية بسبب حبه الشديد للفن والغناء. كان يغني ويردد اغاني الحقيبة مستخدما آلة الرق رغم معارضة والده الشديدة كان رمضان مصرا على تمسكه بالغناء حتى سافر إلى الخرطوم.

## بداية مشواره الفني
بدأ مشواره الفني بعد انتقاله للخرطوم اربعينيات القرن الماضي وسكن بحي الديوم ببحري بجوار الموسيقار جمعة باب الله الذي لازم رمضان في الكثير من حفلاته الخاصة والعامة وعزف له الكثير. بجانب الغناء كان يعمل كجزار وانتقل للعمل في ورشة عبد الرحمن الريح للمشغولات الجلدية بعد ان استمع عبد الرحمن لصوته الذي اعجب به جدا وبدأ يؤلف له الاغاني. مما اتاح فرصة له بأن يتعرف على شعراء كبار منهم سيد عبد العزيز ومحمد بشير عتيق

## انجازاته
تعرف رمضان على الكثير من كبار الشعراء في ورشة عبد الرحمن الريح مما اتاح له الدخول للإذاعة السودانية فأجيز صوته بأغنية (افتنان-الزهور صاحية) كلمات عبد الرحمن الريح. وكانت هذه الأغنية إضافة حقيقة للأغنية السودانية.وكان رمضان حسن يمتلك حنجرة نادرة بين أقرانه، فهو فنان يبعث الطرب في النفس وله صوت الذي يفيض عذوبة.
وقد أشادت به سيدة الغناء العربي “أم كلثوم” وكانت معجبة بصوت رمضان عندما سمعت (لحن الكروان)
كما أشاد بصوته أيضا الموسيقار “ محمد عبد الوهاب “ عندما استمع لرائعة “ محمد بشير عتيق “ (الأمان)
أما أغنيته (دقات قلبي) فقد نالت إعجاب الجمهور والموسيقين أمثال برعي محمد دفع الله.
ولقد ردد الكثير من الفنانين أغنياته المتفرده فقد ردد محمد الأمين (أنا سلمتو قلبي) و “ مصطفى سيد أحمد “ رائعة “ محمد بشير عتيق (الأمان) وهي من ألحان الفنان التاج مصطفى.
غنى رمضان للوطن أيضا فكانت أغنية بلادي من كلمات سيد عبد العزيز ورسم خارطة جغرافية حية للوطن متحسسا كل ملامح التطور والازدهار فيه.
ترك رمضان ثروة فنية ورصيدا على مر الأيام والسنين ووضع بصماته في ساحة الفن السوداني بصوته الجميل العذب الذي يصنف علميا من قبيلة Tendor بل يعتبر من التينور الأول.
أسهم رمضان إسهاماً كبيرا في مسيرة الأغنية السودانية.. وترك من وراءه ثروة فنية ورصيداً بعد أن ووضع بصماته في ساحة الفن، إلاَّ أنه لم يجد التكريم الذي يستحقه في حياته وبعدها

## وفاته
توفى رمضان حسن بالخرطوم في 23 أغسطس 1978 يوم وقفة عيد الأضحى.